# ZH1 (есмінець)
ZH1 (нім. ZH1 — військовий корабель, ескадрений міноносець типу «Джерард Калленбург» виробництва Нідерландів, що перебував як трофейний бойовий корабель на озброєнні Крігсмаріне за часи Другої світової війни.
Есмінець був закладений 12 жовтня 1938 року на верфі RDM у Роттердамі, як «Джерард Калленбург», де 12 жовтня 1939 року корабель був спущений на воду. Ніколи не був уведений до Королівського флоту Нідерландів. 14 травня 1940 року корабель був затоплений в Н'іве-Ватервег у Роттердамі, щоб запобігти його захопленню німцями. Згодом німці підняли есмінець та відбуксирували до корабельні Blohm + Voss у Гамбурзі.
11 жовтня 1942 року введений в експлуатацію як ZH1 в Крігсмаріне.
9 червня 1944 року власний екіпаж затопив ZH1 біля Іль-де-Ба у Франції після того, як той отримав серйозні пошкодження під час бою з есмінцями союзників біля Уессана.

## Історія
«Джерард Калленбург» перебував на завершальній стадії будівництва на верфі Rotterdamsche Droogdok Maatschappij (RDM) у Роттердамі, коли 10 травня 1940 року нацистська Німеччина вторглася в Нідерланди. Королівський флот Нідерландів вирішив потопити недобудований есмінець, щоб запобігти його потраплянню в руки німців через п'ять днів. Однак 14 липня німці підняли корабель і 11 жовтня відбуксирували його на верф Blohm + Voss у Гамбурзі для ремонту, перейменувавши його в ZH1. Крігсмаріне не вносило багато модифікацій, оскільки бажало порівняти корабель із власними проєктами, зберігши основне озброєння, силову установку та системи керування вогнем гармат і торпед, незважаючи на критику останніх систем. Вони замінили оригінальне зенітне озброєння на кораблі з чотирьох 40-мм гармат Bofors і чотирьох 12,7-мм зенітних кулеметів на німецьку зброю: 37-мм зенітні гармати SKC/30 та 20-мм зенітні гармати FlaK 30 відповідно. Його відбуксирували назад до RDM для завершення і 11 жовтня 1942 року після численних затримок ввели в експлуатацію. ZH1 відплив до Балтійського моря 25 жовтня, щоб почати службу у складі сил в акваторії цього моря. 11 квітня 1943 року він зіткнувся з данським вантажним судном Douro, але отримав лише легкі пошкодження. Перебуваючи на ремонті в червні, ZH1 був додатково пошкоджений під час повітряних нальотів на верф, що призвело до затримки завершення ремонту, і він не був визнаний боєздатним до жовтня. Протягом цього часу вона була оснащена радаром FuMO 24/25, встановленим над мостом.
31 жовтня ZH1 разом з Z27 вирушили з Кіля до Франції. Під час переходу до Ле-Вердон-сюр-Мер обидва кораблі були незначно пошкоджені осколками британської берегової артилерії, коли вони проходили через Ла-Манш. 5 листопада вони були безуспішно атаковані британськими міноносцями біля Кап д'Антіфер, завдавши незначної шкоди кільком з нападників. Діючи у складі 8-ї флотилії есмінців, корабель входив до сил ескорту проривача блокади MV Osorno (6951 GRT) через Біскайську затоку, але через технічні проблеми есмінець довелося відбуксирувати в порт міноносцем T25. Ремонт не був закінчений до березня 1944 року. На початку березня ZH1, есмінець Z23 і міноносці T27 і T29 супроводжували японський підводний човен I-29 до Лор'яна. Пізніше того ж місяця кораблі супроводжували підводні човни через Біскайську затоку.
6 червня 1944 року капітан-цур-зее Теодор фон Бегтольсгайм, командир 8-ї флотилії есмінців, наказав своїм есмінцям, що залишилися, ZH1, Z24, Z32 і міноносцю T24, виступити до французького Бреста, щоб почати атаки проти союзних сил вторгнення. На шляху переходу кораблі атакували британські важкі винищувачі «Бофайтер», Z32 було пошкоджено парою ракет, а один літак був збитий. У ніч з 8 на 9 червня чотири кораблі вирушили з Бреста до Шербура, але були перехоплені вісьмома союзними есмінцями 10-ї британської флотилії біля Уессана. Німецькі кораблі були помічені першими, і британці відповідно відкрили вогонь першими, а німці у відповідь здійснили по чотири залпи з кожного есмінця, які не влучили в цілі. Британський вогонь був надзвичайно ефективним: ZH1 був сильно пошкоджений есмінцями «Ашанті» і «Тартар» першим же залпом. Тоді два британські есмінці перевели вогонь на Z24 і ZH1 загубився у темряві. Пізніше британці зосередили свій вогонь на Z32, який, у свою чергу, почав вогневу дуель з британським «Тартаром» і спричинив на борту противника вогонь. «Ашанті» готувався розвернутися, щоб атакувати Z32, коли ZH1 підійшов до цього району та обстріляв пошкоджений «Тартар» зі своїх кормових гармат. Потім «Ашанті» торпедував ZH1, відірвавши його кормову частину; незважаючи на це, передні гармати продовжували обстрілювати британський корабель. ZH1 також випустив залишок торпед, але промахнувся. Водночас становище корабля було безнадійним і його капітан наказав екіпажу покинути корабель і встановив глибинні бомби, щоб затопити корабель. Під час бою загинули три офіцери і 36 членів екіпажу есмінцю. Один човен з одним офіцером і 27 матросами досяг узбережжя Франції, британці врятували ще 140 членів екіпажу.